# Blaublitz Akita
Blaublitz Akita (jap. ブラウブリッツ秋田) – japoński klub piłkarski grający w J-League. Klub ma siedzibę w mieście Akita, w prefekturze Akita, w regionie Tōhoku. Aktualnie gra w lidze J2 League.